# Virusul mozaicului castraveților
Virusul mozaicului castraveților (Cucumber mosaic virus), aparținând familiei Bromoviridae, este un virus al plantelor.

## Etiologie și epidemiologie
Virusul mozaicului castraveților este răspândit de către peste 60 specii de afide și rezistă, (de la un an la altul), la unele specii de plante din flora spontană:
- Stellaria media
- Capsella bursa-pastoris
- Lamium purpureum
- Cirsium arvense

Virusul mozaicului castraveților poate infecta un mare număr de plante, printre care și Begonia semperflorens și Begonia tuberhybrida.
Pentru identificarea virusului se utilizează ca plante-test: Cucumis sativus, (manifestând mozaic și piticire), Nicotiana glutinosa și Nicotiana tabacum, (reacționând prin mozaic și deformarea frunzelor).

## Simptomatologie
Pe frunze apar striuri galbene, pete inelare concentrice, sau mozaic. Pe unele frunze apar desene clorotice sau necrotice.
Țesuturile se necrozează în dreptul petelor, devenind brun-roșcate, iar uneori se necrozează și nervurile.
Marginile frunzelor devin ondulate în toate cazurile.

## Prevenire și combatere
- se elimină din cultură plantele infectate,
- se distrug buruienile,
- se combat chimic afidele.